# Seznam švicarskih skladateljev
Seznam švicarskih skladateljev.

## A
- Johannes Aal (1500—1553)
- Claude Abravanel (1924—2012)

## B
- Conrad Beck (1901—1989)
- Jan Beran (1959 –) (Čeh)
- Ralph Benatzky (1884–1957)

## D
- Émile Jaques-Dalcroze (1865–1950)
- Jean-Luc Darbellay (1946 –)

## G
- Johann Melchior Gletle (1626—1683)

## H
- Fritz Hauser
- Friedrich Hegar
- Stephan Hodel
- Heinz Holliger (1939 –)
- Arthur Honegger (1892—1955)
- Hans Huber (1852—1921)
- Klaus Huber (1924—2017)

## J
- Michael Jarrell (1958 –)

## K
- Rudolf Kelterborn (1931—2021)

## L
- Luigi Laveglia (1971)
- Rolf Liebermann (1910—1999)

## M
- Frank Martin (1890—1974)
- Robert Miles (1969—2017)

## R
- Joachim Raff (1822—1882)

## S
- Othmar Schoeck (1886—1957)
- Heinrich Sutermeister (1910—1995)

## V
- Sándor Veress (1907—1992)

## W
- (Felix Weingartner)

## Z
- Alberich Zwyssig (1808—1854)